# Johnny Hansen (musiker)
 Der er flere personer med dette navn, se Johnny Hansen.
Johnny Dahlgaard Hansen (født 25. juli 1965) er en dansk forsanger og guitarist i det danske dansktop-band Kandis. Kandis har solgt over 1,5 millioner album.
Som 18-årig blev Johnny Hansen medlem af bandet Airport, der blev opløst i 1988. Herefter gik han sammen med en af sine venner, og dannede duoen Jens Erik og Torben, senere kom Jørgen Hein med i bandet som bassist, og dermed blev Kandis dannet i 1989.
Han deltog i Dansk Melodi Grand Prix 2001 med sangen "Lidt efter lidt".

## Privatliv
Johnny Hansen er søn af Bjørn og Gerda Hansen. Faren Bjørn Hansen er forsanger i bandet Bjørn & Okay. Johnny Hansen er oprindeligt uddannet elektriker og el-installatør. Han har to døtre født i 1992 og 1996 som han fik med nu afdøde Helle Bekhøj, som er begravet i Hurup kirke. Johnny Hansen bor i Hurup Thy. I juni 2014 blev han gift med Gitte Mortensen, som han mødte under en Kandis-koncert i 2009. I 2012 fik parret deres første søn.

## Diskografi
- Kun for sjov (med Bjørn Hansen, 1994)
- Gode ben (med Bjørn Hansen, 1997)
- Godmorgen verden (1999) (Danmark, #10)[7]
- Lidt efter lidt (2001)
- Mit ferieparadis (2006)
- Songs from My Heart (2013)
- My Favorite Country Songs (2015)
- My Favorite Country Songs 2 (2016)
- Country (Live) (CD/DVD, 2017)